# Anna Widerberg
Anna Miranda Elisabeth Widerberg, född 30 november 1964 i Örgryte församling i Göteborg, är en svensk författare, redaktör, filmskapare och journalist bosatt i Västerås.

## Biografi
Anna Widerberg är uppvuxen i Mölndal, söder om Göteborg och på Getterön nära Varberg. Hon har arbetat som undersköterska på Mölndals sjukhus, journalist på VLT, diakon inom Svenska kyrkan i Västerås och som kommunikatör bland annat inom Västerås kommun.
Hon debuterade 2020 med den självbiografiska romanen Tiden är människornas ängel. Boken bygger på bloggen Med Mirandas ögon som hon började skriva 2013 för att bearbeta sin partners självmord. Hon har fått litteraturstipendium för sitt arbete med boken och den kom ut som ljudbok 2023.